# Rue Franklin (Nantes)
Pour les articles homonymes, voir Rue Franklin.
La rue Franklin est une voie de Nantes, en France.

## Situation et accès
Située dans le centre-ville de Nantes, la rue Franklin, qui relie la rue Racine à la place Delorme, est bitumée et ouverte à la circulation automobile.

## Origine du nom
Elle rend hommage à Benjamin Franklin (1706-1790), journaliste, physicien et diplomate américain, un des pères fondateurs des États-Unis.

## Historique
La rue est ouverte en 1791, pour relier la « rue Thiars » nouvellement créée à la « rue Bignon-Lestard » (devenue rue Scribe sur cette portion).
Après avoir porté le nom de « rue Guillaume Tell », elle est baptisée « rue Franklin ».
En 1835, les Juifs nantais demandent au maire l’autorisation de construire une synagogue rue Franklin, afin d’y exercer leur culte, qui voit ainsi le jour, avant d'être transférée.

## Bâtiments remarquables et lieux de mémoire
Une plaque, apposée sur le porche du numéro 20 de la rue, rappelle la naissance en ce lieu du journaliste Fernand Xau, ayant collaboré au Phare de la Loire et ayant fondé le quotidien national Le Journal.